# Zvone Šeruga
Zvone Šeruga, slovenski popotnik, novinar, pisec in fotograf, * 19. maj 1956, Sela pri Ratežu, Novo mesto.

## Življenjepis
Zvone Šeruga je osnovno šolo obiskoval na Otočcu, gimnazijo pa v Novem mestu. Tako kot ostalim kmečkim fantom so mu popoldnevi minevali ob pašnji krav, okopavanju vinogradov, zimski večeri ob družinski molitvi rožnega venca za pečjo, ter poletnim kopanjem na Krki, saj za daljša potovanja npr. na morje ni bilo denarja.
Po gimnaziji je leta 1974 vpisal novinarstvo na ljubljanski FSPN, kjer je v sedmih letih dokončal tri letnike, nato pa študij opustil. V tem obdobju je tudi "odkril" potovanja in novinarsko delo, kar ga je veliko bolj privlačilo kot študij.
Leta 1974 je prvič potoval v tujino - v Trst po kavbojke. Na prvo pravo potovanje se je odpravil že naslednje leto (1975 prek Evrope) z avtostopom, zatem v [severna Afriko (1976) in istega leta še v Indijo ter leto pozneje še za pol leta v Afriko. Ker so bila letala predraga, je vse poti opravil po tleh in s proračunom nekaj dolarjev na dan. V Srednjo Ameriko se je leta 1977 odpravil z ladjo in kolesom, in zatem z avtostopom prepotoval še Združene države. Takrat se mu je porodila ideja o potovanju z motorjem okoli sveta. Pol leta je delal kot mornar med Indijo in Japonsko na ladji Splošne plovbe, zaslužek in nekaj pokroviteljev pa mu je zadoščalo za rabljeno motorno kolo znamke Suzuki ter leto in pol potovanja prek Severne in Južne Amerike (1983/84). Na prvih štirih mesecih se mu je pridružila tudi Romana, študentska ljubezen in kasnejša žena, s katero je še vedno poročen. Po vrnitvi domov je napisal prvo knjigo Potovanja k ljudem, z novo pokroviteljsko podporo pa sta leta 1985 skupaj z Romano, ki je v tem času končala študij politologije, nadaljevala potovanje z motorjem prek Azije do Avstralije. Zadnji del svetovnega potovanja, leto dni dolgo odkrivanje Afrike, pa je bilo istočasno tudi njuno poročno potovanje (1989). O motorističnih odkrivanjih sveta govori knjiga Drugačne zvezde, o njegovem afriškem delu pa tudi serija šestih televizijskih dokumentarcev z istim naslovom. 4. julija 1990 se jima je rodila hčerka Kaja, Zvone pa je zatem dve leti nadaljeval svojo novinarsko pot na nekaterih vročih in nevarnih vojnih žariščih Balkana, Somalije in Kambodže – knjiga Nevarne poti. Leta 1995 so se družno z Romano, ter malo Kajo, ki je imela pet let, za leto dni odpravili z nahrbtniki okoli sveta –  knjigi Prijazne poti in Indijanci brez perja sta izšli leta 1996. (18. avgusta 1996) se mu je rodil sin Grega, Zvone pa je začel na svoja odmaknjena brezpotja jemati skupine sopotnikov, kar se je nekaj let zatem (2003) razvilo v Društvo popotnikov Šeruga – za avanturiste. O teh izkušnjah govori njegova šesta knjiga Poti v neznano. Leta 2002 se je s celo družino za osem mesecev odpravil po zelo stranskih poteh Azije in Afrike – knjiga Nekam daleč je izšla leta 2003. 
V letih (2003-2006) se je Zvone posvečal predvsem vodenju skupin v plemenska področja Azije in Afrike. Leta 2006 je izvedel novo potovanje: z motorjem iz Ljubljane v kenijski Nairobi; to je bil namreč še edini del motorističnega potovanja, ki mu ga pred leti zaradi vojn in zaprtih mej ni uspelo končati. 
V kasnejših letih je poleg vodenja avanturističnih skupin v Afriko in Azijo je na teh dveh celinah prebil veliko časa tudi na daljših poteh z motorjem, z Romano in nekaj prijateljicami na zadnjem sedežu: jug Afrike (knjiga Popotnik, 2011), zahodna Afrika, Iran in Arabski polotok, Centralna Azija. Njegova zadnja daljša avantura z motorjem je bilo 10-mesečno potovanje iz Argentine na Aljasko leta 2018/2019. Nadaljnje poti in načrte (leto dni Azije z motorjem) je ustavila pandemija covida. Čas zaprtih meja je izkoristil za novo knjigo, življenjepis Kilometri življenja (2022). S soprogo sta se odločila kupiti potovalni kombi in začela odkrivati Evropo. Do sredine leta 2025 ima v načrtu obiskati vse države, knjiga o potovalnih doživetjih na štirih kolesih pa naj bi po načrtih izšla konec istega leta. Tokrat jo piše Romana Šeruga, Zvone Šeruga je fotograf.
Zvone Šeruga je od leta 2023 upokojen; občasno vseeno vodi skupine popotnikov. Živi v Ljubljani ter na  Dolenjskem v stari družinski zidanici.

## Filmi
- Drugačne zvezde 1  : spomin na leto dni Afrike (1991), (ZKP RTV Slovenija), (COBISS)
- Drugačne zvezde 2  : spomin na leto dni Afrike (1991), (ZKP RTV Slovenija), (COBISS)
- Poti v neznano : med plemeni Afrike in Azije (2000), (samozaložba), (COBISS)